# 恩佐·巴尔托利尼
恩佐·巴尔托利尼（義大利語：Enzo Bartolini，1914年2月15日—1998年7月3日），意大利男子赛艇运动员。他曾代表意大利参加1936年夏季奥林匹克运动会赛艇比赛，获得八人单桨有舵手银牌。